# Les Héritiers (film, 1960)
Pour les articles homonymes, voir Les Héritiers.
Pour plus de détails, voir Fiche technique et Distribution.
Les Héritiers est un film français réalisé par Jean Laviron et sorti en 1960.

## Synopsis
Gaëtan et Chantal, frère et sœur rivaux, derniers héritiers du financier milliardaire Omar Porassis qui vient de disparaître, usent de tous les stratagèmes pour essayer de s’approprier son fabuleux héritage lorsqu’on retrouve deux fils naturels d’Omar, Roger et Marc. Le frère et la sœur vont tenter de manipuler Marc et Roger dans le but de les spolier. Après avoir découvert la supercherie, les deux demi-frères s’allient pour échapper aux multiples pièges tendus par Gaëtan et Chantal qui essaient de les éliminer par tous les moyens…

## Fiche technique
- Titre : Les Héritiers
- Réalisation : Jean Laviron
- Scénario original : Jean Laviron
- Adaptation et Dialogues : Jean Laviron, Roger Pierre, Jean-Marc Thibault
- Assistant réalisateur : Colette Larivière, Michèle Dimitri
- Musique : Alain Goraguer (éditions : Diffusion Musicale Française)
- Direction de la photographie : Marc Fossard
- Opérateur : Paul Rodier
- Ingénieur du son : René Longuet
- Montage : Denise Baby, assistée de Nicole Gauduchon
- Maquillage : Blanche Picot
- Script-girl : Janine Serri
- Régisseur général : Théo Michel, Marcel Correnson
- Régisseur adjoint : Maurice Gilli
- Accessoiriste : Daniel Laguille, Jacques Fageol
- Administrateur : Pierre Deguilhelm
- Pays d’origine :  France
- Langue : français
- Période de tournage : du 12 octobre au 19 décembre 1959
- Tournage extérieur : 
  - Bouches-du-Rhône : Martigues (raffinerie de Lavéra, pont ferroviaire et canal de Caronte)
  - Paris : Grands Moulins de Paris (quai de la Gare, 13e)
  - Oise : Château de Pierrefonds
- Certaines scènes du film ont été tournées grâce à l'obligeance de la Société Française de Pétrole BP, des hommes-grenouilles de la SOGETRAM, de la Société des éléments MINVIELLE, de la Société des Grands Moulins de Paris (usine quai de la Gare)
- Producteurs : Claude Gourot, René Thévenet
- Directeur de production : Jacques Garcia
- Sociétés de production : Contact Organisation (France), PIP (Paris Inter Productions, (France), Unidex (France)
- Société de distribution : Unidex
- Format : noir et blanc (Gevaert) — 35 mm — 1.66:1 — son monophonique (Enregistrement Poste Parisien)
- Laboratoire CTM (Gennevilliers)
- Genre : comédie
- Durée : 91 minutes
- Date de sortie : 
  - France : 9 mars 1960
- Visa d'exploitation : 22.550

## Distribution
- Roger Pierre : Roger
- Jean-Marc Thibault : Marc
- Jacqueline Maillan : Chantal, la sœur de Gaëtan
- Léonce Corne : Gaëtan de Montescourt
- Claude Véga : Thierry, le fils de Gaëtan
- Gisèle Sandré : Évelyne, une nièce de Gaëtan
- Maxime Fabert : Roland, le premier mari de Chantal
- Jean Ozenne : le notaire
- Don Ziegler : Omar Porassis, le milliardaire disparu
- Nono Zammit : le chef des gardes
- Gib Grossac : le contremaître qui a perdu sa gamelle
- Jean Sylvain : l'homme qui nettoie la camionnette
- Jean-Pierre Moutier : un garde en armure
- André Numès Fils : un ouvrier
- Max Montavon : l'assassin au couteau qui meurt empoisonné (pendant le générique)
- Max Desrau : une autre victime (pendant le générique)
- Michel Thomass : un homme qui meurt étouffé (pendant le générique)
- Pierre Mirat : l'autre homme qui meurt étouffé (pendant le générique)
- Gaston Woignez
- Rod Licari
- Brigitte Barbier
- Pierre Durou
- Robert Deslandes
- Jean Faivre